# Ле Казе Сан Ромоло (Фиренца)
Ле Казе Сан Ромоло је насеље у Италији у округу Фиренца, региону Тоскана.
Према процени из 2011. у насељу је живело 308 становника. Насеље се налази на надморској висини од 328 м.